# Silvia Tennenbaum

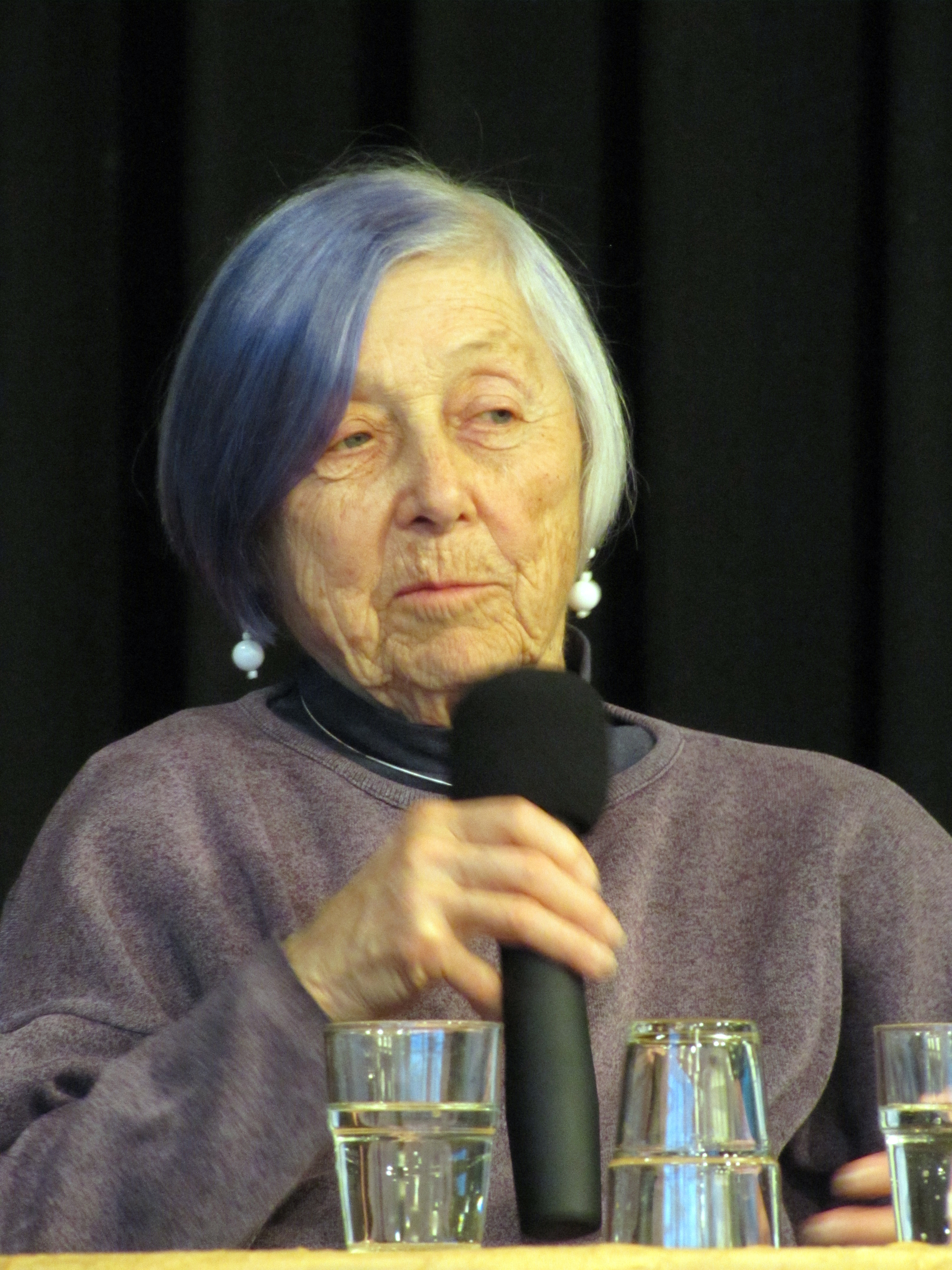
Silvia Tennenbaum (2012)

Silvia Tennenbaum (* 10. März 1928 in Frankfurt am Main; † 27. Juni 2016 in Haverford, Pennsylvania) war eine US-amerikanische Schriftstellerin.

## Leben
Silvia Tennenbaum war die Tochter von Erich Pfeiffer-Belli und seiner Frau Charlotte Stern. Sie wuchs im großbürgerlichen jüdischen Milieu ihrer Heimatstadt Frankfurt auf. Ihre Großmutter Maria Stern geb. Hirsch war eine Schwester von Paul Hirsch und Robert von Hirsch. Über ihren Großvater Richard Stern war sie mit Otto Frank, dem Vater von Anne Frank, verwandt. 
Nach der Scheidung der Eltern heiratete ihre Mutter den Dirigenten Hans Wilhelm Steinberg. Mit der Familie emigrierte Tennenbaum 1936 in die Schweiz und 1938 nach New Jersey in die USA. Nach dem Krieg heiratete sie dort einen Rabbiner und bekam mit ihm drei Söhne. Sie studierte an der Columbia University Kunstgeschichte und arbeitete als Kunstkritikerin. Ihr erster Roman The Rabbi's Wife erschien 1978, 1983 folgte Yesterday's Streets. Nach Aussage ihres deutschen Verlegers existiert ein dritter Roman im Manuskript, mit dem Tennenbaum aber nicht recht zufrieden gewesen sei; ob es zu einer Veröffentlichung kommt, ist ungewiss.
In ihren Büchern schuf Silvia Tennenbaum „ein Frankfurt aus der Ferne“. Seit 1983 besuchte sie regelmäßig ihre Geburtsstadt Frankfurt am Main. Vom 16. bis zum 29. April 2012 wurde im Rahmen des Lesefests Frankfurt liest ein Buch bei über 70 Veranstaltungen aus ihrem Roman „Straßen von gestern“ gelesen und teilweise auch mit der Autorin persönlich darüber gesprochen. Im Frühjahr 2012 erhielt Silvia Tennenbaum die Goethe-Plakette des Hessischen Ministeriums für Wissenschaft und Kunst.

## Werke
- Rachel: The Rabbi's Wife. William Morrow and Company, New York 1978.
  - Rachel, die Frau des Rabbis. Aus dem Engl. von Claudia Campisi. Aviva Verlag, Berlin 2010, ISBN 978-3-932338-45-8.
- Yesterday's Streets. Random House, New York 1981.
  - Straßen von gestern. Aus dem Englischen von Ulla de Herrera. Knaus, Hamburg 1983, ISBN 978-3-89561-486-6.